# Folketingswahl 1924
- Social.: 55
- Rad. V.: 20
- Sonst.: 2
- Venstre: 44
- Kons.: 28

Die Folketingswahl 1924 am 11. April war die 36. Wahl zum Folketing, der zweiten Kammer des dänischen Parlaments. Ausgeschrieben wurde die Wahl am 14. März desselben Jahres. Die Sozialdemokraten wurden erstmals stimmenstärkste Partei und bildeten nach der Wahl mit dem Kabinett Stauning I auch die erste eigene Regierung. Die bisher regierende Venstre verlor stark an Stimmen und kam auch nach Mandaten nur noch auf den zweiten Rang. Die Erhvervspartiet schied nach dem Verlust fast aller Stimmen aus dem Parlament aus.

## Wahlmodus
Wahlberechtigt zur Folketingswahl waren alle dänischen Staatsbürger, die das 25. Lebensjahr vollendet hatten und einen Wohnsitz in Dänemark besaßen. Ein Mandat wurde auf den Färöern verteilt, 148 Mandate wurden im übrigen Dänemark in einer Verhältniswahl vergeben. Dabei wurden zunächst 117 so genannte Wahlkreismandate (kredsmandater) auf die 23 Groß- und Amtskreise (stor- og amtskredse) aufgetrennt und dort nach dem regionalen Stimmverhältnis verteilt. Anschließend wurden landesweit nochmals weitere 31 Ausgleichsmandate (tillægsmandater) ausgegeben, um den Stimmverhältnissen möglichst nahe zu kommen. Für diese Mandatsverteilung kamen jedoch nur Parteien in Betracht, die ein Wahlkreismandat errungen hatten oder in mindestens einem der drei Landesteile die Stimmzahl erreicht haben, die dem Anteil der gültigen Stimmen pro zu vergebendem Mandat entspricht.

## Ergebnisse

### Dänemark
Die Erhvervspartiet trat ausschließlich im Landesteil Hovedstaden an. Die Slesvigske Parti trat ausschließlich im Amtskreis Haderslev an.
| Partei                                                                                       | Stimmen   | Prozent   | ± %       | Sitze     | ± Sitze   |
| -------------------------------------------------------------------------------------------- | --------- | --------- | --------- | --------- | --------- |
| Socialdemokratiet Sozialdemokraten                                                           | 469.949   | 36,6 %    | +4,4      | 55        | ▲ 7       |
| Venstre Liberale Partei                                                                      | 362.682   | 28,3 %    | −5,7      | 44        | ▼ 7       |
| Det Konservative Folkeparti Konservative                                                     | 242.955   | 18,9 %    | +1,0      | 28        | ▲ 1       |
| Det Radikale Venstre Sozialliberale                                                          | 166.476   | 13,0 %    | +0,9      | 20        | ▲ 2       |
| Danmarks Retsforbund Gerechtigkeitsbund                                                      | 012.643   | 01,0 %    | neu       | 0         | –         |
| Landmandspartiet Bauernpartei                                                                | 012.196   | 01,0 %    | neu       | 0         | –         |
| Slesvigske Parti Schleswigsche Partei                                                        | 007.715   | 00,6 %    | −0,0      | 01        | ▬ 0       |
| Danmarks Kommunistiske Parti Kommunistische Partei 1920: Danmarks Venstresocialistiske Parti | 006.219   | 00,5 %    | +0,1      | 0         | –         |
| Erhvervspartiet Berufspartei                                                                 | 002.102   | 00,2 %    | −2,1      | 0         | ▼ 3       |
|                                                                                              |           |           |           |           |           |
| Wahlberechtigte                                                                              | 1.637.564 | 1.637.564 | 1.637.564 | 1.637.564 | 1.637.564 |
| Abgegebene Stimmen                                                                           | 1.287.084 | 1.287.084 | 1.287.084 | 1.287.084 | 1.287.084 |
| Gültige Stimmen                                                                              | 1.282.937 | 1.282.937 | 1.282.937 | 1.282.937 | 1.282.937 |
| Wahlbeteiligung                                                                              | 78,6 %    | 78,6 %    | 78,6 %    | 78,6 %    | 78,6 %    |

### Färöer
Auf den Färöern hat sich einzig Andrass Samuelsen (Sambandsflokkurin) für das Mandat beworben. Er wurde daher ohne Abstimmung erneut zum Vertreter der Atlantik-Inseln bestimmt.